# Иохимович, Давид Исаевич
Давид Исаевич Иохимович (Д. Золотов; 3 декабря 1917, Иркутск — 7 мая 1990, Новосибирск) — советский писатель, член Союза писателей СССР и Союза журналистов СССР, заслуженный работник культуры РСФСР.

## Биография
Родился 3 декабря 1917 года в Иркутске, где познакомились его родители, почти одновременно приехавшие в Иркутск в начале XX века. Отец — Ицко-Меер Лейзер (Исай Лазаревич) Иохимович — родом из Польши, мать — Геня Гершевна (Анна Григорьевна) Селектор — с Украины. В 1929 году семья переехала в Новосибирск.
В 1936 году Давид Иохимович окончил новосибирскую среднюю школу № 50, в 1938 году был командирован во Всесоюзный коммунистический институт журналистики при ЦИК СССР. Но в том же году институт был ликвидирован (Постановление Президиума Верховного Совета СССР от 16 апреля 1938 года). Образование — высшее педагогическое и высшее политическое — Давид Иохимович получил уже после войны: окончил Высшую партийную школу и историко-филологический факультет Новосибирского педагогического института.
Участвовал в Великой Отечественной войне. В июне 1941 года Иохимович был призван в РККА (ушёл добровольцем) и направлен в Томск для обучения в артиллерийском училище. Окончив военный курс 1-го Томского артиллерийского училища, Иохимович уже с первых месяцев 1942 года находился в действующих частях Западного фронта. Был заместителем командира по строевой части 5-й гаубичной батареи (296-й гаубичный артиллерийский полк 1-й гаубичной артбригады 3-й артдивизии Резерва Главного Командования). Во время Курской битвы, 19 июля 1943 года, командир огневого взвода батареи лейтенант Иохимович был тяжело ранен: получил осколочные, от авиабомбы, ранения в правый висок и обе руки. Один из осколков пробил каску, вошёл в висок, тем не менее Давид Иохимович выжил. Осколок оставался в правом виске 20 лет и был извлечён только летом 1963 года.
За тот бой Д. Иохимович был представлен к награде — ордену Красной Звезды: 

Тов. Иохимович в бою с немецкими оккупантами проявил себя мужественным и храбрым командиром. 

Его взвод находясь на прямой наводке отражал контратаки пехоты и танков противника, взвод уничтожил три пулеметные точки, мешающие продвижению нашей пехоты, до взвода автоматчиков, рассеял и частично уничтожил до роты пехоты противника. Будучи тяжело раненым не ушел с поста командира взвода до тех пор пока контратака не была отражена.
 Вскоре после ранения старший лейтенант Иохимович был демобилизован. С января 1944 года он — журналист газеты «Красноармейская звезда» Сибирского военного округа.
В ВКП(б) вступил в 1943 году.
Умер 7 мая 1990 года в Новосибирске. Похоронен на Заельцовском кладбище.

## Творчество
Начал печататься ещё в школьные годы: в журнале «Красная сибирячка», в газетах «Советская Сибирь», «Юный ленинец», «Новосибирский рабочий» публиковались его репортажи, корреспонденции, рецензии, очерки. Был деткором (детским корреспондентом) Сибирского детского журнала (позднее — «Товарищ»).
Уже в 1932 году Давид Иохимович присутствовал, как корреспондент краевой комсомольской газеты «Большевистская смена» (впоследствии — «Молодость Сибири»), на Западно-Сибирском краевом энергетическом съезде.
С 1936 года и до начала Великой Отечественной войны Д. Иохимович успел получить богатый журналистский опыт, работая как на радио, так и в разнообразных печатных изданиях. Он был литературным редактором, ответственным редактором литературно-драматического вещания Новосибирского облкомитета по радиофикации и радиовещанию (1937—1938), спецкором редакции «Последних известий» облрадиокомитета по Томскому району Новосибирской области. Кроме того, собственным корреспондентом газеты «Советское искусство», корреспондентом газет «Большевистская смена», «Юный ленинец», «Медицинский работник» (по Новосибирской области и Алтайскому краю), нескольких центральных газет по Западной Сибири, внештатным литературным сотрудником газеты «Советская Сибирь».

### Работа в ТАСС
С 6 июля 1944 года связал свою судьбу с Телеграфным агентством Советского Союза (ТАСС). Осенью 1944 года становится также внештатным корреспондентом Совинформбюро по городу Новосибирску и Новосибирской области, а 1 декабря зачислен в его штат как собственный корреспондент, по совместительству. В ТАСС был корреспондентом по Новосибирской области, с 1965 года — собкор ТАСС по Новосибирской и Томской областям, с 1976 по 1986 годы — по Новосибирской области, затем — директор Новосибирского регионального центра ТАСС, в 1960-е годы дополнительно — корреспондент ТАСС по новосибирскому Академгородку. В 1953 году под руководством Д. И. Иохимовича в Татарском и Барабинском районах начали работать пункты корреспондентов-совместителей корреспондента ТАСС по Новосибирской области.
Кроме работы в ТАСС, Д. И. Иохимович выступал с очерками и фельетонами в таких изданиях как «Известия», «Правда», «Литературная жизнь», «Литературная газета», «Крокодил», «Сибирские огни».
Первая работа Иохимовича — «Подвиг Кири Баева», созданная в 1957 году в соавторстве с А. Голенковой.
В 1959 году в Новосибирском театре юного зрителя был поставлен спектакль по пьесе писателя «Дороже жизни», написанной совместно с М. С. Омбышем-Кузнецовым.

### Литературные псевдонимы
Писатель издавался как под собственным именем, так и под псевдонимом Д. Золотов.
В довоенных публикациях встречаются псевдонимы «Давид Шторм», «Шамиль», в начале 1950-х годов — «Д. Давыдов».

## Награды и звания
- Орден Красной Звезды — «за образцовое выполнение боевых заданий командования на фронте борьбы с немецкими захватчиками и проявленные при этом доблесть и мужество» (1943)[3].
- Орден Отечественной войны I степени (1985)[9]
- Заслуженный работник культуры РСФСР (1968)[10]

## Семья
- Дочь — Елена Давидовна Иохимович, директор детской школы искусств № 23 города Новосибирска[11], заслуженный работник культуры Российской Федерации (2008)[12].
  - Внук — Илья, актёр[13], режиссёр постановки массовых зрелищ, выпускник Новосибирского государственного театрального института (актер театра и кино), Новосибирского гуманитарного института, учредитель Литературно-журналистского конкурса для школьников и студентов им. Давида Золотова[2][14].

## Память
- В Новосибирске на улице Ленина № 50, где с 1963 по 1990 год жил писатель, установлена мемориальная доска (2004)[15].
- В 2005 году в Новосибирске был организован среди молодёжи открытый городской литературный конкурса памяти писателя и журналиста Давида Золотова (Давида Исаевича Иохимовича)[16].
- В 2013 году родственники Давида Исаевича передали в «Государственный архив Новосибирской области» личные документы писателя: рабочие материалы для подготовки сообщений ТАСС, печатные издания, фельетоны, очерки, интервью с участниками войны, отрывки новостей Новосибирского радио и т. д.[16]